# 锡金马蓝
锡金马蓝（学名：Pteracanthus inflatus）为爵床科马蓝属下的一个种。其种加词“Inflatus”意为“膨胀的”。
现接受名为锡金马蓝（Strobilanthes inflatus T.Anderson, 1867）。